# Radnice v Turnově
Radnice v Turnově vznikla jako raně renesanční stavba v roce 1526. Tvoří dominantu jižní strany náměstí Českého ráje v Turmově v okrese Semily v Libereckém kraji. Budova radnice byla v letech 1620–1621 přestavěna v pozdně renesančním slohu. Další přestavby proběhly po požárech v letech 1643 a 1707. Roku 1894 byla radnice přestavěna novorenesančně a z původní výzdoby zbyl jen kamenný znak města se lvem a letopočtem 1526. Budova je chráněná jako kulturní památka ČR.
V budově má svou pobočku ČSOB, taktéž se zde nacházejí některé odbory městského úřadu.